# سد أبها
سد أبها يقع في الطرف الغربي لمدينة أبها في جنوب المملكة العربية السعودية، وتم إنشاؤه في عام 1974 الموافق شهر ربيع الثاني 1394هـ، بهدف حجز مياه الأمطار والسيول في وادي أبها للمحافظة عليها وتوفير مياه الشرب لمدينة أبها وسكان الوادي.

## مكونات السد
أُنشئ السد من الخرسانة بطول 350 متر (35 كتلة كل منها بطول 14 متر). وارتفاعه 33 متر. وطاقة التخزين العظمى 2,13 مليون متر مكعب عند منسوب ارتفاع التخزين النهائي وقدره 2200 متر فوق مستوى سطح البحر مع مفيض جانبي بطول 131 متر. ويحتوي السد على نفق للرصد والمتابعة على طول جسم السد. وتدخل المياه من الخزان إلى غرفة الترشيح التي تقع أمام الكتل الرئيسية الخمس للسد. ويوجد برج للسحب في داخل أحد هذه الكتل وتسحب المياه من هذا البرج إلى غرفة الفتح لمحطة التنقية التي تم إقامتها على السد لتوفير المياه الصالحة للشرب.

## أعمال تصريف المياه

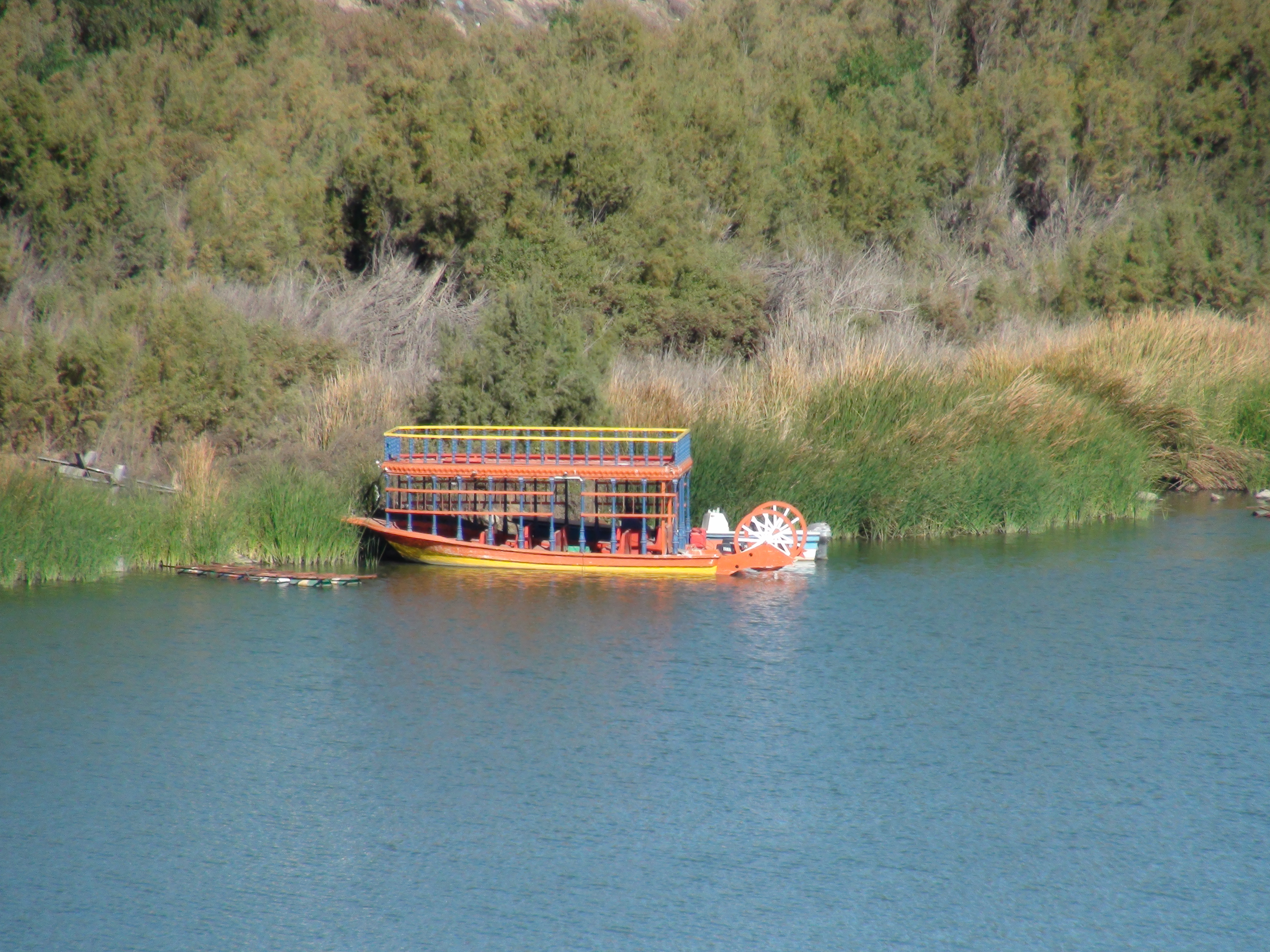
قارب على مياه السد.

توجد خلال جسم السد فتحة لتصريف المياه بمعدل تصرف قدره 21,9 متر مكعب في الثانية. وجهزت الفتحة ببوابات منزلقة. ولتخفيف طاقة المياه المنصرفة زودت قناة التصريف بحوض لتقليل السرعة في نهاية القناة خلف بوابات التحكم.

## المفيض
لتصريف مياه الفيضان في وادي أبها والتي تزيد عن طاقة تخزين جسم السد أُنشئ مفيض على ارتفاع 22,50 متر بطول 131 متر ومنسوب مستوى القمة 2200 متر فوق مستوى سطح البحر. وتنساب المياه الزائدة من فوق المفيض إلى قناة المفيض بطول حوالي 686 متر وبتصريف 280 متر مكعب في الثانية، ومن هذه القناة تنساب المياه إلى وادي أبها.

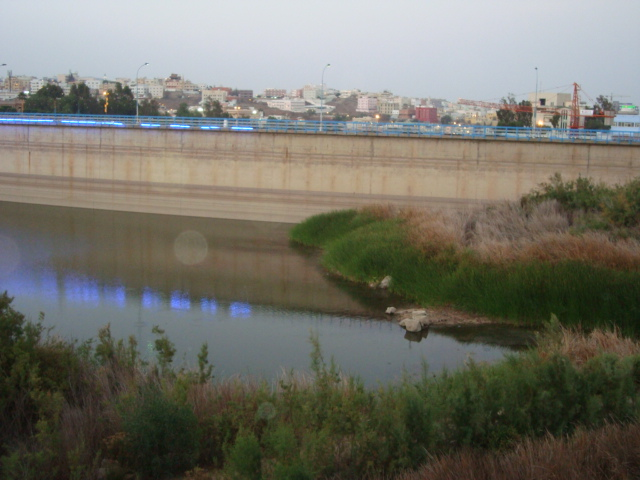
امتداد سد أبها

## وصف السد والخزان
- بلغت تكاليف بناء السد حوالي 29 مليون ريال سعودي (حوالي 7,8 مليون دولار أمريكي).
- الطول عند قمة السد 350 متر.
- ارتفاع السد 33 متر.
- ارتفاع الطريق على قمة السد 3,50 متر.
- أقصى ارتفاع لتخزين المياه 22,50 متر.
- حجم طاقة التخزين 2,13 مليون متر مكعب من المياه.
- مساحة الخزان عند أقصى حد للتخزين 0,286 كيلومتر مربع.

## وصلات خارجية
- الموقع الرسمي لوزارة المياه والكهرباءالسعودية
- جريدة المدينة